# Scolodonta
Scolodonta is een geslacht van weekdieren uit de klasse van de Gastropoda (slakken).

## Soort
- Scolodonta interrupta (Suter, 1900)